# Правило Аллена
Правило Аллена — экогеографическое правило, установленное Дж. Алленом в 1877 г. Согласно этому правилу среди родственных форм гомойотермных (теплокровных) животных, ведущих сходный образ жизни, те, которые обитают в более холодном климате, имеют относительно меньшие выступающие части тела: уши, ноги, хвосты и т. д.
Уменьшение выступающих частей тела приводит к уменьшению относительной поверхности тела и способствует экономии тепла.
Примером данного правила являются представители семейства Собачьих из различных регионов. Наименьшие (относительно длины тела) уши и менее вытянутая морда в этом семействе — у песца (ареал — Арктика), а наибольшие уши и узкая, вытянутая морда — у лисички фенека (ареал — Сахара).
Это правило выполняется также и в отношении человеческих популяций: самые короткие (относительно размеров тела) руки и ноги характерны для эскимосско-алеутских народов (эскимосов, инуитов), а длинные руки и ноги для фур и тутси.